# 882 Swetlana
882 Swetlana, asteroid glavnog pojasa. Otkrio ga je Grigorij Neujmin, 15. kolovoza 1917.

## Vanjske poveznice
- Minor Planet Center